# Úbeda (Gerichtsbezirk)
Der Gerichtsbezirk Úbeda ist einer der zehn Gerichtsbezirke in der Provinz Jaén.
Der Bezirk umfasst 6 Gemeinden auf einer Fläche von 817,51 km² mit dem Hauptquartier in Úbeda.

## Gemeinden
| Gemeinde             | Einwohner (2024) | Fläche km² | Dichte Einw./km² | Cod INE | Postleitzahl |
| -------------------- | ---------------- | ---------- | ---------------- | ------- | ------------ |
| Canena               | 1.761            | 14,32      | 123              | 23020   | 23420        |
| Jódar                | 11.366           | 148,78     | 76               | 23053   | 23500        |
| Rus                  | 3.407            | 47,30      | 72               | 23074   | 23430        |
| Sabiote              | 3.780            | 112,19     | 34               | 23075   | 23410        |
| Torreperogil         | 7.113            | 90,94      | 78               | 23088   | 23320        |
| Úbeda                | 33.674           | 403,98     | 83               | 23092   | 23400        |
| Gerichtsbezirk Úbeda | 61.101           | 817,51     | 75               | –       | –            |